# 成嶋弘毅
成嶋 弘毅（なるしま こうき、1942年 - ）は、日本の実業家・アニメ製作者・空手家。竜の子プロダクション（タツノコプロ）顧問、日本動画協会理事で、空手道場も主宰している。

## 来歴
現在の東京都新宿区の生まれ。幼少の頃、母親の知人を介して大山倍達に面会した際、大山は「土産だ」と言って5円硬貨を手の指で折り曲げて渡したという。これに感動し、大山と空手への憧れを抱き、弟子入りを志願するも「君は勉強して偉くなれ」と断られる。その後16歳より本格的に空手を習い始めるも、大山のような理想の師匠にめぐり会えず、道場を転々としたという。
文化学院を卒業後、海運会社勤務、自動車修理販売会社経営、カナダの企業勤務などを経て1979年にタツノコプロに入社。当初はカナダ企業勤務経験を買われ、タツノコ作品の海外販売の営業担当であった。この間、1976年頃に福生市内に自身の道場「葉隠塾（よういんじゅく）」を開設、ビジネスマンとしての仕事の傍ら、地元の青少年などへの空手の指導を行う活動を始める。そして1980年代後半頃からタツノコプロのスタッフとして作品の製作に関わるようになり、2005年7月1日に専務から第4代社長に昇進（初の創業者一族以外からの就任である）した。
また、2009年4月より母校である文化学院の放送・映画学科の特別講師に就任している。

## 主な作品

### アニメ作品
※当然ながら全てタツノコプロ制作の作品である。

#### テレビアニメ
- おらぁグズラだど（リメイク作品）（1987年10月12日～1988年9月20日、テレビ東京系列） - 企画
- 天空戦記シュラト（1989年4月6日～1990年1月25日、テレビ東京系列） - 企画
- 昆虫物語 みなしごハッチ（リメイク作品）（1989年7月21日～1990年8月31日、日本テレビ系列） - 企画
- キャッ党忍伝てやんでえ（1990年2月1日～1991年2月12日、テレビ東京系列） - 企画
- ロビンフッドの大冒険（1990年7月29日～1991年6月30日・1992年10月12日～10月28日、NHK衛星第2テレビ） - アニメーションプロデューサー
- 宇宙の騎士テッカマンブレード（1992年2月18日～1993年2月2日、テレビ東京系列） - 企画
- シンデレラ物語（1996年4月4日～10月3日、NHK衛星第2テレビ） - 企画
- マッハGoGoGo（リメイク作品）（1997年1月9日～9月24日、テレビ東京系列） - 企画
- ジェネレイターガウル（1998年10月6日～12月22日、テレビ東京系列） - 企画
- タイムボカン2000 怪盗きらめきマン（2000年4月5日～9月27日、テレビ東京系列） - プロデューサー
- よばれてとびでて!アクビちゃん（2001年12月11日～2002年3月26日・2002年10月1日～11月11日、キッズステーション） - 企画・製作
- アクビガール（2006年4月2日～9月30日、キッズステーション） - 製作
- ヤッターマン（リメイク作品）（2008年1月14日～2009年9月27日、読売テレビ・日本テレビ系列） - 企画

#### 映画
- 劇場版 ヤッターマン 新ヤッターメカ大集合! オモチャの国で大決戦だコロン!（2009年） - 企画

#### OVA
- タイムボカン王道復古（1993年～1994年） - 企画
- GATCHAMAN ガッチャマン（1994年～1995年） - 企画
- 新破裏拳ポリマー（1996年～1997年） - 企画

### 著書
- 「武士道」子育て 強くて品格ある男の子を育てる方法（2008年）ISBN 978-4872578850（イースト・プレス）